# Метасеквоя
Метасеквоя (Metasequoia) — рід хвойних дерев родини кипарисові (Cupressaceae), раніше відносився до родини таксодієві (Taxodiaceae).
Нині існує єдиний збережений реліктовий вид Metasequoia glyptostroboides (Hu and W.C.Cheng, 1948) — метасеквоя гліптостробоїдна, що займав в крейдяному періоді величезні території в Північній півкулі, зберігся лише в Центральному Китаї, в Сичуаньській ущелині. Широко вирощується як садово-паркова культура, наприклад в Криму, Середній Азії, на Кавказі. Вид знаходиться на межі вимирання і занесений в Міжнародну Червону книгу.
Рід метасеквоя відносять до підродини Sequoioideae родини Кипарисові (Cupressaceae), в яку також входять Секвоя (Sequoia) і секвоядендрон (Sequoiadendron).
Відомі такі викопні види роду:
- †Metasequoia foxii
- †Metasequoia milleri
- †Metasequoia occidentalis

Метасеквоя гліптостробоїдна у  Національному ботанічному саду імені Миколи Гришка НАН України
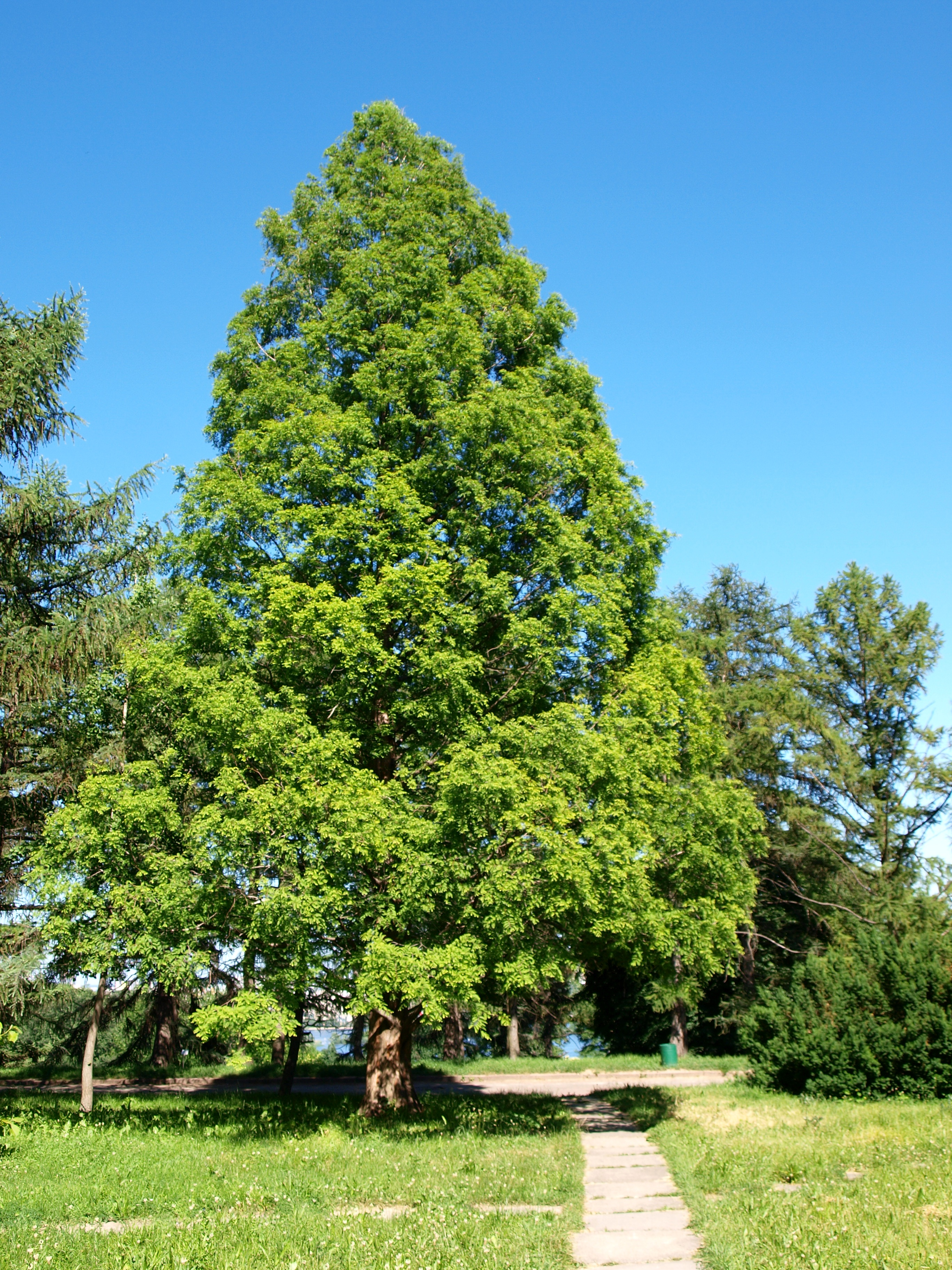
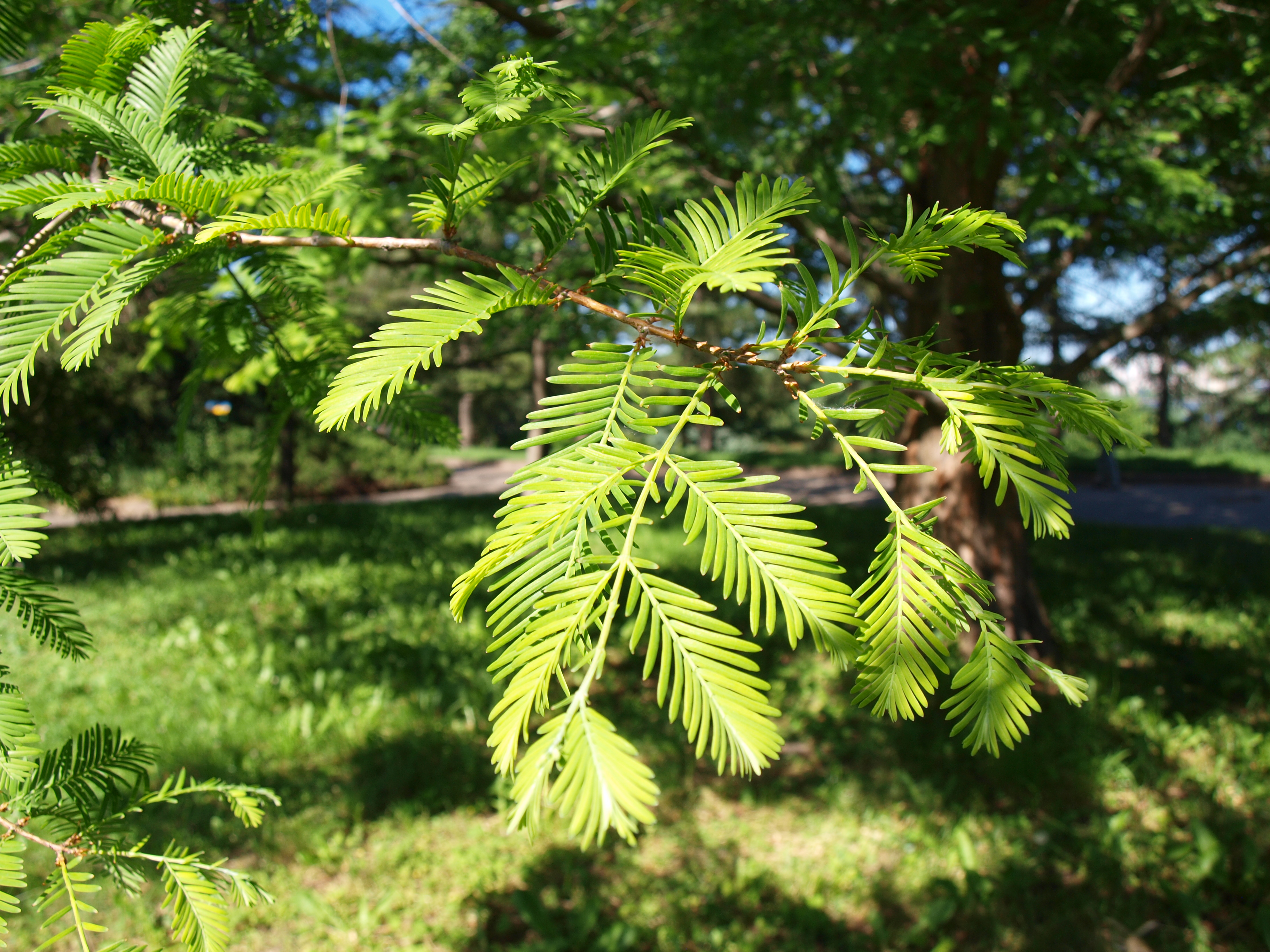
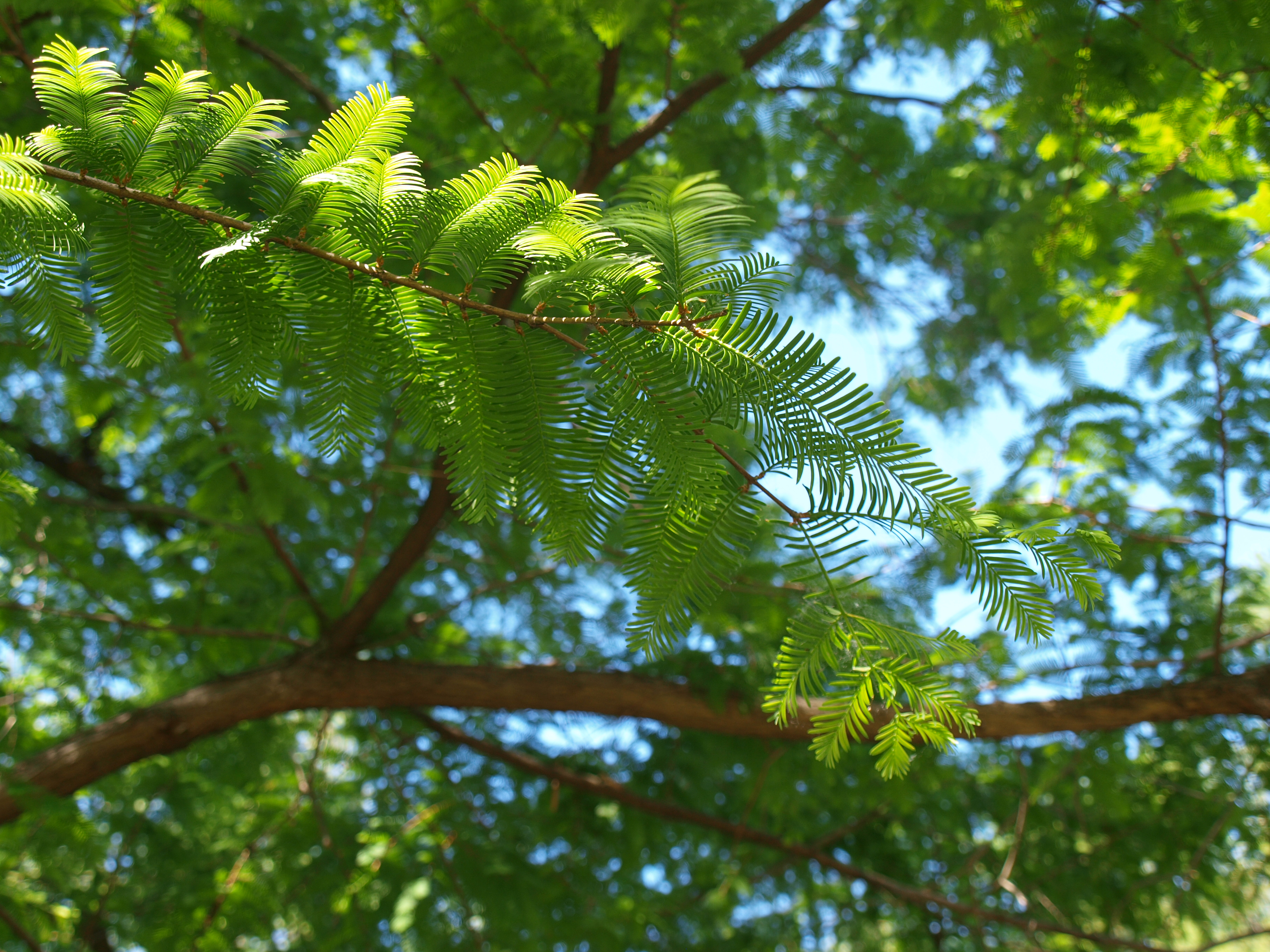